# Gazeta Polska (1826-1907)
Pour les articles homonymes, voir Gazeta Polska.
Gazeta Polska (la « Gazette polonaise ») est un quotidien d'information de langue polonaise publié à Varsovie de décembre 1826 à 1907. En 1827-1828, alors que Xavier Bronikowski et Maurycy Mochnacki en sont respectivement rédacteur en chef et co-éditeur, elle devient la tribune des romantiques polonais dans leur affrontement avec les tenants du classicisme. C'est dans ses colonnes que Mochnacki publie en 1828 son essai intitulé Myśli o literaturze polskiej (« Réflexions sur la littérature polonaise »).
Par l'entremise de Kajetan Koźmian (pl), qui use de son influence au sein du gouvernement, ses opposants la poussent au bord de la faillite, entrainant un changement de sa ligne éditoriale à la fin de l'année 1829. Après l'écrasement de l'insurrection de novembre à l'automne 1831, le quotidien prend le nom de Gazeta Codzienna (la « Gazette quotidienne »). 
Entre 1859 et 1862, la rédaction littéraire est dirigée par Józef Ignacy Kraszewski, qui en 1861 redonne au quotidien son nom original de Gazeta Polska. Entre 1873 et 1882, le quotidien compte parmi ses collaborateurs l'écrivain et futur prix Nobel Henryk Sienkiewicz.

## Sources
- (pl) Cet article est partiellement ou en totalité issu de l’article de Wikipédia en polonais intitulé « Gazeta Polska (1826–1907) » (voir la liste des auteurs).

- (pl) Zofia Lewinówna. Literatura polska, przewodnik encyklopedyczny. Varsovie. 1984. Tome 1, p. 293.